# VIRGIN FLIGHT '86 中山美穂ファースト・コンサート
『VIRGIN FLIGHT '86 中山美穂ファースト・コンサート』（バージン・フライト エイティー・シックス なかやまみほファースト・コンサート）は中山美穂の初のライブ・アルバム。1986年8月1日にキングレコードより発売された。なお、CDは約1か月遅れの1986年9月10日に発売されている（規格品番はK32X-110）。

## 概要
帯コピー：ふるえる気持いっぱい。感じて、みんな…。
初のコンサートツアーから、1986年4月5日に中野サンプラザで開催された公演の音源を収録している。
6曲目の「ラストシーンに愛をこめて」は倉橋ルイ子のカバーである。1987年、中山主演のフジテレビ系ドラマ『おヒマなら来てよネ!』の最終回のエンディングでこの歌が流れた。7曲目の「モナリザ」は、1985年8月に発売された中森明菜のアルバム『D404ME』収録曲のカバーである。
前月には、同公演のライブビデオ『VIRGIN FLIGHT '86 MIHO NAKAYAMA FIRST CONCERT』が発売されているが、収録内容は若干異なっている。
2015年10月14日には、中山のデビュー30周年を記念した企画『30th Anniversary Original Album Collection』として、これまでにリリースされたアルバムのうち本作を含む25作品が同日再発売された。

## 収録曲

### LP
| 全編曲: 水沢秀夫。 |                              |            |                |      |
| #                  | タイトル                     | 作詞       | 作曲           | 時間 |
| 1.                 | 「「C」」                    | 松本隆     | 筒美京平       | 3:33 |
| 2.                 | 「HEARTBREAK」               | 三浦徳子   | 馬場孝幸       | 3:04 |
| 3.                 | 「生意気」                   | 松本隆     | 筒美京平       | 3:17 |
| 4.                 | 「放課後」                   | 松本隆     | 筒美京平       | 3:18 |
| 5.                 | 「あ・そ・び」               | 岩里祐穂   | 三浦一年       | 3:10 |
| 6.                 | 「ラストシーンに愛をこめて」 | 岡田冨美子 | 鈴木キサブロー | 5:43 |

| 全編曲: 水沢秀夫。 |                          |            |            |      |
| #                  | タイトル                 | 作詞       | 作曲       | 時間 |
| 1.                 | 「モナリザ」             | 竹花いち子 | 後藤次利   | 4:41 |
| 2.                 | 「ときめきの季節」       | 竹内まりや | 竹内まりや | 3:39 |
| 3.                 | 「色・ホワイトブレンド」 | 竹内まりや | 竹内まりや | 3:22 |
| 4.                 | 「「C」」                | 松本隆     | 筒美京平   | 3:16 |
| 5.                 | 「BE-BOP-HIGHSCHOOL」    | 松本隆     | 筒美京平   | 4:58 |

### CD
| 全編曲: 水沢秀夫。 |                              |            |                |      |
| #                  | タイトル                     | 作詞       | 作曲           | 時間 |
| 1.                 | 「「C」」                    | 松本隆     | 筒美京平       | 3:33 |
| 2.                 | 「HEARTBREAK」               | 三浦徳子   | 馬場孝幸       | 3:04 |
| 3.                 | 「生意気」                   | 松本隆     | 筒美京平       | 3:17 |
| 4.                 | 「放課後」                   | 松本隆     | 筒美京平       | 3:18 |
| 5.                 | 「あ・そ・び」               | 岩里祐穂   | 三浦一年       | 3:10 |
| 6.                 | 「ラストシーンに愛をこめて」 | 岡田冨美子 | 鈴木キサブロー | 5:43 |
| 7.                 | 「モナリザ」                 | 竹花いち子 | 後藤次利       | 4:41 |
| 8.                 | 「ときめきの季節」           | 竹内まりや | 竹内まりや     | 3:39 |
| 9.                 | 「色・ホワイトブレンド」     | 竹内まりや | 竹内まりや     | 3:22 |
| 10.                | 「「C」」                    | 松本隆     | 筒美京平       | 3:16 |
| 11.                | 「BE-BOP-HIGHSCHOOL」        | 松本隆     | 筒美京平       | 4:58 |

## 再発盤
- 1989年12月25日 - GOLD CD（完全限定盤 330A-50084／同アルバムを含む1988年までに発売されたアルバム全てがGOLD CDで完全限定同日発売された）
- 1992年11月21日 - CD（廉価盤 KICS-265）
- 2015年10月14日 - CD（廉価盤 KICS-3284）
デビュー30周年記念「30th Anniversary Original Album Collection」の1枚として、リマスタリング仕様でこれまでにリリースされたアルバムのうち25作品を同日再発売[3]。